# Wherever You Are (álbum)
Wherever You Are é o oitavo álbum de estúdio da banda Third Day, lançado a 1 de Novembro de 2005.
O disco atingiu o nº 8 da Billboard 200, o nº 1 do Top Christian Albums e o nº 8 do Top Internet Albums. O álbum ganhou igualmente um Grammy Award na categoria Best Pop/Contemporary Gospel Album.

## Faixas
1. "Tunnel" - 4:18
2. "Eagles" - 3:38
3. "Cry Out To Jesus" - 4:42
4. "I Can Feel It" - 3:39
5. "Keep On Shinin'" - 3:05
6. "Communion" - 4:14
7. "Carry My Cross" - 5:16
8. "How Do You Know" - 4:08
9. "Mountain Of God" - 3:54
10. "Love Heals Your Heart" - 4:19
11. "The Sun Is Shining" - 4:12
12. "Rise Up" - 6:05
13. "Without You" (Apenas iTunes)